# 鲁培军
鲁培军（1955年4月—），浙江余姚人。1975年参加工作。中央党校研究生学历。曾任中华人民共和国海关总署副署长、政治部主任、党组副书记兼直属机关党委书记。
曾长期在上海海关、安徽海关任职。早年曾担任上海浦江海关关长。在安徽期间，历任合肥海关筹备组负责人，合肥海关关长、党组书记。后调回上海，任上海海关副关长、党组成员兼政治部主任。2000年，任上海海关关长、党组书记。
2004年，任中华人民共和国海关总署政治部主任、党组成员，兼任海关总署直属机关党委书记。2008年，任中华人民共和国海关总署副署长。
2013年7月，任海关总署党组副书记、副署长。2016年11月，被免去海关总署副署长职务。2018年2月24日，当选为第十三届全国人大代表。